# Morgane et ses nymphes
Pour plus de détails, voir Fiche technique et Distribution.
Morgane et ses nymphes est un film fantastico-érotique français tourné en 1970 par Bruno Gantillon et sorti en 1971

## Synopsis
Pendant un voyage en Auvergne, deux jeunes femmes, Anna et Françoise, perdues et en panne d'essence s'endorment dans une grange abandonnée. Au petit matin Anna a disparu. Surgit Gurth, un étrange personnage qui se fait fort de la retrouver et qui conduit la jeune fille dans un château où elle fait la connaissance de Morgane et de ses nymphes. En échange de leur dévotion corps et âme, elle offre la jeunesse éternelle aux jeunes femmes qui lui plaisent. En cas de désobéissance, la punition est la vieillesse. Après quelques réticences Anna qui est donc dans le château, accepte ce qu'on lui propose. Morgane est très attirée sexuellement par Françoise et cette situation exaspère la jalousie de ses trois favorites, Yael, Sylviane et Sarah. Celles-ci avec l'aide de Gurth mettent au point un stratagème pour permettre à Françoise de s'évader. Elles en profitent pour trahir Gurth qui avait l’ambition de prendre la place de Morgane. Gurth prisonnier indique à Françoise comment quitter le château, lui donne une bague fétiche et meurt. Françoise s'échappe mais, arrivée au village, elle voit un enterrement suivi par des vieilles femmes ; revenant sur sa décision elle invoque Morgane qui survient immédiatement. Celle-ci la conduit jusqu'à la grange où elle se voit dormir aux côtés d'Anna. Tout cela n'était qu'un rêve.

## Fiche technique
- Titre original : Morgane et ses nymphes
- Titre international : Girl Slaves of Morgana Le Fay
- Réalisation : Bruno Gantillon
- Scénario et dialogues : Jacques Chaumelle et Bruno Gantillon
- Directeur de la photographie : Jean Monsigny
- Assistant réalisateur : Jacques Tréfouël
- Musique : François de Roubaix (comme Cisco El Rubio)
- Date de sortie :  France 16 février 1971
- Durée : 1 h 26

## Distribution
- Dominique Delpierre : Morgane
- Alfred Baillou : Gurth
- Mireille Saunin : Françoise
- Régine Motte : Yael, la nymphe en vert émeraude qui courtise Françoise
- Ursule Pauly : Sylviane, la nymphe en vert-jaune avec le collier
- Michèle Perello : Anna
- Nathalie Chaine : Sarah, la nymphe blonde
- Solange Pradel : Louise, la récitante
- Velly Beguard (comme Vely Begard)
- Patricia Lecarpentier
- Pamela Stanford : la fille blonde masquée

## Autour du film
- La distribution de ce film saphique est essentiellement féminine, le seul homme à tenir un rôle important étant le nain Alfred Baillou ; quelques seconds rôles masculins apparaissent brièvement au début du film. Il a été tourné en partie au château de Val dans la commune de Lanobre dans le département du Cantal et à Bort-les-Orgues en Corrèze.
- Le poème récité pendant la fête dans le film est de Louise Labé, et d’ailleurs la récitante se prénomme Louise.